# Ганчо Ганчев
Ганчо Георгиев Ганчев е български театрален, филмов, радио и озвучаващ актьор.

## Ранен живот
Роден е в град Пловдив на 4 януари 1921 (или 1925) г. През 1945 г. завършва полувисше театрално образование.

## Кариера
Работил в Софийски областен театър (1944-1945), Драматичен театър „Боян Дановски“ Перник (1945-1946), Военния театър София (1949-1952), СИФ (1952-1962), както и в Народен театър „Иван Вазов“.
Над 300 дублажа в киното и националната телевизията. Постоянен сътрудник на радио София, където озвучава безброй радио пиеси и сериали.
Член на САБ и СБФД.
Умира на 30 април 1990 г.

## Награди и отличия
- Заслужил артист (1979)
- Орден „Кирил и Методий“ I ст. (1976)
- Димитровска награда за ролята на Борис Лазаров във филмаТревога (1951)
- Почетна грамота на Съветския Черноморски флот за филма Откраднатият влак
- Златен медал за театрална постановка на II републикански фестивал на художествената самодейност

Почетна сребъна значка на САБ

## Театрални роли
- „Хан Татар“ (1945) – Баязид
- „Под игото“ (1966) – Дамян
- „Ричард“ (1967) – лорд Грей

## Телевизионен театър
- „Вината“ (1982) (Александър Кургатников)
- „Това ли е Атлантида ?“ (1980) (Владимир Голев), 2 части
- „Сто години самота“ (1976) (Габриел Гарсия Маркес)
- „Крепостта на безсмъртните“ (1975) (Светослав Славчев)
- „Лисичета“ (1975) (Лилиян Хелман)

## Филмография
| Година      | Филми и Сериали                                 | Серии | Копродукции                              | Роля                                                                                        |
| ----------- | ----------------------------------------------- | ----- | ---------------------------------------- | ------------------------------------------------------------------------------------------- |
| 1987        | Мечтатели                                       |       |                                          |                                                                                             |
| 1984        | Бронзовият ключ (тв)                            |       |                                          | Конакчиев                                                                                   |
| 1981        | Неочаквана ваканция (тв сериал)                 | 4     |                                          |                                                                                             |
| 1981        | Капитан Петко войвода (тв сериал)               | 12    |                                          |                                                                                             |
| 1980        | Боянският майстор                               | 2     |                                          |                                                                                             |
| 1980        | Приключенията на Авакум Захов (тв сериал)       | 6     |                                          | Кузман Христофоров (в 2 серии: I и II)                                                      |
| 1978        | По дирята на безследно изчезналите (тв сериал)  | 4     |                                          |                                                                                             |
| 1975        | Семейство Иванови („Семья Ивановых“)            |       | СССР                                     | продавач на плажа в България                                                                |
| 1974        | На живот и смърт (тв сериал)                    | 3     |                                          | майор Казански                                                                              |
| 1967 – 1974 | Произшествие на сляпата улица                   | 6     |                                          | Георги Маринов, полковник от Царската армия (във II серия: „Нещастен случай“ - 1974), IV-та |
| 1975        | Крепостта на безсмъртните                       |       |                                          | патер Игнациус, инквизиторът свещенник                                                      |
| 1973        | Нощите на инспектора                            |       |                                          | Маринов                                                                                     |
| 1971-1972   | Това спокойно всекидневие (тв сериал)           | 3     |                                          |                                                                                             |
| 1971        | Откраднатият влак                               |       | България/СССР                            | българският генерал                                                                         |
| 1970        | Цитаделата отговори                             |       |                                          | инженер Русев                                                                               |
| 1970        | С особено мнение                                |       |                                          |                                                                                             |
| 1969-1971   | На всеки километър (тв сериал)                  | 26    |                                          | полковник Груев (в XIII серия: „Ден втори“ – 1971)                                          |
| 1969        | Скорпион срещу Дъга                             |       |                                          | полковник                                                                                   |
| 1969        | Цар Иван Шишман                                 |       |                                          | боляринът Драгота                                                                           |
| 1969        | Любовницата на Граминя („L'amante di Gramigna“) |       | Италия/България                          | капитанът, началник на ескадрона на карабинерите-пиемонтци                                  |
| 1967        | С пагоните на дявола (тв сериал)                | 5     |                                          | агент (не е посочен в надписите на филма)                                                   |
| 1967        | Свирачът (The Clown and the Kids)               |       | САЩ/България                             |                                                                                             |
| 1966        | Заветът на инката (Das Vermächtnis des Inka)    |       | ГФР/България/Италия/Франция/Перу/Испания | майор Верано                                                                                |
| 1961        | Призори                                         |       |                                          | Гено Костурков                                                                              |
| 1960        | В тиха вечер                                    |       |                                          | командирът на отряда                                                                        |
| 1959        | Стубленските липи                               |       |                                          | Костадин                                                                                    |
| 1958        | Сиромашка радост                                |       |                                          | разбойникът пред Светите застъпници                                                         |
| 1958        | Гераците                                        |       |                                          | Павел                                                                                       |
| 1957        | Тайната вечеря на Седмаците                     |       |                                          | поп Иван                                                                                    |
| 1956        | Следите остават                                 |       |                                          | шефът на диверсантите                                                                       |
| 1955        | Героите на Шипка                                |       | СССР/България                            | полковник Дукмасов                                                                          |
| 1952        | Под игото                                       |       |                                          | Кириак Стефчов                                                                              |
| 1950        | Тревога                                         |       |                                          | Борис Лазаров, черният капитан                                                              |
| 1946        | Превратът                                       |       |                                          | Джони                                                                                       |